# Bundesaufsichtsamt für das Kreditwesen
Das Bundesaufsichtsamt für das Kreditwesen (BAKred, z. T. auch BAK) in Berlin war als Aufsichtsbehörde über das Kreditwesen zuständig für die Durchsetzung des Kreditwesengesetzes. Es überwachte als Bankenaufsicht die Eigenkapitalquoten von Banken, erteilte die Genehmigungen für den Bankenbetrieb und sollte Missstände im Finanzsystem aufdecken und somit dem Schutz privater Spareinlagen dienen. Das BAKred arbeitete auch mit der Deutschen Bundesbank zusammen, welche den Bundesregierungen auch Empfehlungen für die Besetzungen der Spitzenpositionen im BAKred gab.

## Geschichte
Es wurde per Gesetz vom 10. Juli 1961 zum 1. Januar 1962 gegründet. Der Sitz des BAKred war das Reichpietschufer 74 (Bendlerblock). 1999 wurde das BAKred von Berlin nach Bonn verlegt. Dort ging es zum 1. Mai 2002 zusammen mit den Bundesaufsichtsämtern für den Wertpapierhandel (BAWe) und für das Versicherungswesen (BAV) in der neu errichteten Bundesanstalt für Finanzdienstleistungsaufsicht (BaFin) als Allfinanzaufsicht auf.

## Präsidenten
Die Präsidenten der BAKred waren:
- Heinz Kalkstein (1962–1968)
- Günter Dürre (1968–1975)
- Inge Lore Bähre (1975–1984)
- Wolfgang Kuntze (1984–1994)
- Wolfgang Artopoeus (1994–2000)
- Jochen Sanio (2000–2002; Präsident der BaFin 2002–2012)